# Campeonato de mano parejas 2018
El Campeonato de mano parejas 2018, competición de pelota vasca en la variante profesional de pelota mano parejas de primera categoría, que se disputó en 2017 y 2018. Estuvo organizado por las empresas promotoras ASPE y Asegarce, componentes de la LEP.M. Joseba Ezkurdia y José Javier Zabaleta se proclamaron campeones, mientras que Aimar Olaizola se alzó con el galardón a mejor pelotari del torneo.

## Parejas
| - Parejas de Asegarce: - Oinatz Bengoetxea, Bengoetxea VI-Mikel Larunbe - Aimar Olaizola, Olaizola II-Ander Imaz - Mikel Urrutikoetxea-Ladis Galarza - Víctor Esteban-Jon Ander Albisu - Suplentes de Asegarce - Andoni Aretxabaleta - Iñaki Artola - Ibai Zabala - Unai Laso - Álvaro Untoria |  | - Parejas de ASPE: - Jokin Altuna, Altuna III-Julen Martija - Danel Elezkano, Elezkano II-Beñat Rezusta - Joseba Ezkurdia-José Javier Zabaleta - Iker Irribarria-David Merino, Merino II - Suplentes de ASPE - Xabier Erostarbe - Ion Jaunarena |

## Liguilla de cuartos

### Primera jornada
| Fecha    | Frontón y localidad               | Rojo                        | Azul                 | Tanteo |
| -------- | --------------------------------- | --------------------------- | -------------------- | ------ |
| 24/11/17 | Frontón Eztegara, Vera de Bidasoa | Olaizola II-Imaz            | Ezkurdia-Zabaleta    | 22-13  |
| 25/11/17 | Frontón Labrit, Pamplona          | Urrutikoetxea-Ladis Galarza | Altuna III-Martija   | 16-22  |
| 26/11/17 | Frontón Adarraga, Logroño         | Bengoetxea VI-Larunbe       | Víctor-Albisu        | 16-22  |
| 27/11/17 | Frontón Beotibar, Tolosa          | Elezkano II-Rezusta         | Irribarria-Merino II | 22-15  |

### Segunda jornada
| Fecha    | Frontón y localidad         | Rojo                        | Azul                 | Tanteo      |
| -------- | --------------------------- | --------------------------- | -------------------- | ----------- |
| 30/11/17 | Frontón Astelena, Éibar     | Elezkano II-Rezusta         | Altuna III-Martija   | 13-22       |
| 01/12/17 | Frontón Biaizpe, Irurzun    | Ezkurdia-Zabaleta           | Irribarria-Merino II | 22-20       |
| 02/12/17 | Frontón Remontival, Estella | Bengoetxea VI-Larunbe       | Olaizola II-Imaz     | 22-11       |
| 03/12/17 | Frontón Municipal, Ciérvana | Urrutikoetxea-Ladis Galarza | Víctor-Albisu        | 3-(8)22 (1) |

(1) Victoria de la pareja azul por lesión de Ladis Galarza con 3-8 en el marcador

### Tercera jornada
| Fecha    | Frontón y localidad             | Rojo                        | Azul                 | Tanteo |
| -------- | ------------------------------- | --------------------------- | -------------------- | ------ |
| 06/12/17 | Frontón Municipal, Arrigorriaga | Urrutikoetxea-Aretxabaleta* | Elezkano II-Rezusta  | 22-14  |
| 08/12/17 | Frontón Beotibar, Tolosa        | Olaizola II-Imaz            | Altuna III-Martija   | 22-20  |
| 09/12/17 | Frontón Labrit, Pamplona        | Bengoetxea VI-Larunbe       | Ezkurdia-Zabaleta    | 19-22  |
| 10/12/17 | Frontón Astelena, Éibar         | Víctor-Albisu               | Irribarria-Merino II | 20-22  |

### Cuarta jornada
| Fecha    | Frontón y localidad       | Rojo                        | Azul                 | Tanteo |
| -------- | ------------------------- | --------------------------- | -------------------- | ------ |
| 13/12/17 | Frontón Ederrena, Urrechu | Urrutikoetxea-Aretxabaleta* | Irribarria-Merino II | 22-14  |
| 15/12/17 | Frontón Zubikoa, Oñate    | Bengoetxea VI-Larunbe       | Elezkano II-Rezusta  | 17-22  |
| 16/12/17 | Frontón Labrit, Pamplona  | Ezkurdia-Zabaleta           | Altuna III-Martija   | 15-22  |
| 17/12/17 | Frontón Adarraga, Logroño | Olaizola II-Imaz            | Víctor-Albisu        | 22-20  |

### Quinta jornada
| Fecha    | Frontón y localidad        | Rojo                  | Azul                        | Tanteo |
| -------- | -------------------------- | --------------------- | --------------------------- | ------ |
| 22/12/17 | Frontón Uarkape, Mondragón | Bengoetxea VI-Larunbe | Irribarria-Merino II        | 18-22  |
| 23/12/17 | Frontón Bizkaia, Bilbao    | Olaizola II-Imaz      | Urrutikoetxea-Aretxabaleta* | 15-22  |
| 23/12/17 | Frontón Labrit, Pamplona   | Víctor-Albisu         | Altuna III-Martija          | 14-22  |
| 25/12/17 | Frontón Astelena, Éibar    | Ezkurdia-Zabaleta     | Elezkano II-Rezusta         | 6-22   |

### Sexta jornada
| Fecha    | Frontón y localidad          | Rojo                        | Azul                 | Tanteo |
| -------- | ---------------------------- | --------------------------- | -------------------- | ------ |
| 29/12/17 | Frontón Beotibar, Tolosa     | Olaizola II-Untoria*        | Irribarria-Merino II | 22-20  |
| 30/12/17 | Frontón Municipal, Echévarri | Elezkano II-Rezusta         | Víctor-Albisu        | 22-21  |
| 30/12/17 | Frontón Labrit, Pamplona     | Urrutikoetxea-Aretxabaleta* | Ezkurdia-Zabaleta    | 22-20  |
| 01/01/18 | Frontón Astelena, Éibar      | Bengoetxea VI-Larunbe       | Altuna III-Martija   | 22-16  |

### Séptima jornada
| Fecha    | Frontón y localidad        | Rojo                  | Azul                       | Tanteo |
| -------- | -------------------------- | --------------------- | -------------------------- | ------ |
| 05/01/18 | Frontón Beotibar, Tolosa   | Altuna III-Martija    | Irribarria-Merino II       | 22-19  |
| 06/01/18 | Frontón Labrit, Pamplona   | Bengoetxea VI-Larunbe | Urrutikoetxea-Ibai Zabala* | 17-22  |
| 07/01/18 | Frontón Astelena, Éibar    | Ezkurdia-Zabaleta     | Víctor-Albisu              | 22-10  |
| 07/01/18 | Frontón La Juventud, Soria | Olaizola II-Untoria*  | Elezkano II-Rezusta        | 21-22  |

### Octava jornada
| Fecha    | Frontón y localidad         | Rojo                  | Azul                       | Tanteo |
| -------- | --------------------------- | --------------------- | -------------------------- | ------ |
| 12/01/18 | Frontón Ultzama, Larráinzar | Bengoetxea VI-Larunbe | Irribarria-Merino II       | 15-22  |
| 13/01/18 | Frontón Bizkaia, Bilbao     | Olaizola II-Imaz      | Urrutikoetxea-Ibai Zabala* | 22-14  |
| 13/01/18 | Frontón Labrit, Pamplona    | Ezkurdia-Zabaleta     | Elezkano II-Rezusta        | 21-22  |
| 14/01/18 | Frontón Astelena, Éibar     | Altuna III-Martija    | Laso*-Albisu               | 22-13  |

### Novena jornada
| Fecha    | Frontón y localidad                           | Rojo                   | Azul                 | Tanteo |
| -------- | --------------------------------------------- | ---------------------- | -------------------- | ------ |
| 19/01/18 | Frontón Trobika, Munguía                      | Ezkurdia-Zabaleta      | Altuna III-Martija   | 22-16  |
| 20/01/18 | Frontón Labrit, Pamplona                      | Bengoetxea VI-Larunbe  | Elezkano II-Rezusta  | 19-22  |
| 21/01/18 | Frontón Fernando Garaita, Villarreal de Álava | Urrutikoetxea-Untoria* | Irribarria-Merino II | 21-22  |
| 22/01/18 | Frontón Beotibar, Tolosa                      | Olaizola II-Imaz       | Laso*-Albisu         | 20-22  |

### Décima jornada
| Fecha    | Frontón y localidad                               | Rojo                   | Azul                 | Tanteo |
| -------- | ------------------------------------------------- | ---------------------- | -------------------- | ------ |
| 26/01/18 | Frontón Municipal, Urdúliz                        | Elezkano II-Rezusta    | Altuna III-Martija   | 22-12  |
| 27/01/18 | Frontón Labrit, Pamplona                          | Ezkurdia-Zabaleta      | Irribarria-Merino II | 22-20  |
| 27/01/18 | Frontón Universidad de la Pelota, Marquina-Jeméin | Urrutikoetxea-Untoria* | Laso*-Albisu         | 10-22  |
| 28/01/18 | Frontón Ogueta, Vitoria                           | Bengoetxea VI-Larunbe  | Olaizola II-Imaz     | 14-22  |

### Undécima jornada
| Fecha    | Frontón y localidad         | Rojo                   | Azul                  | Tanteo |
| -------- | --------------------------- | ---------------------- | --------------------- | ------ |
| 02/02/18 | Frontón Municipal, Vergara  | Elezkano II-Rezusta    | Irribarria-Jaunarena* | 22-19  |
| 03/02/18 | Frontón Labrit, Pamplona    | Olaizola II-Imaz       | Ezkurdia-Zabaleta     | 21-22  |
| 03/02/18 | Frontón Igarondo, Idiazábal | Urrutikoetxea-Untoria* | Altuna III-Martija    | 11-22  |
| 04/02/18 | Frontón Ultzama, Larráinzar | Bengoetxea VI-Larunbe  | Laso*-Albisu          | 22-17  |

### Decimosegunda jornada
| Fecha    | Frontón y localidad      | Rojo                  | Azul                  | Tanteo |
| -------- | ------------------------ | --------------------- | --------------------- | ------ |
| 10/02/18 | Frontón Labrit, Pamplona | Olaizola II-Imaz      | Irribarria-Jaunarena* | 22-14  |
| 11/02/18 | Frontón Ereta, Tafalla   | Ezkurdia-Zabaleta     | Artola*-Ibai Zabala*  | 22-15  |
| 12/02/18 | Frontón Beotibar, Tolosa | Elezkano II-Rezusta   | Laso*-Albisu          | 22-9   |
| 13/02/18 | Frontón Beotibar, Tolosa | Bengoetxea VI-Larunbe | Altuna III-Martija    | 17-22  |

### Decimotercera jornada
| Fecha    | Frontón y localidad            | Rojo                  | Azul                 | Tanteo |
| -------- | ------------------------------ | --------------------- | -------------------- | ------ |
| 16/02/18 | Frontón Daniel Ugarte, Hendaya | Irribarria-Jaunarena* | Laso*-Albisu         | 9-22   |
| 17/02/18 | Frontón Labrit, Pamplona       | Olaizola II-Imaz      | Altuna III-Martija   | 13-22  |
| 17/02/18 | Frontón Bizkaia, Bilbao        | Elezkano II-Rezusta   | Artola*-Ibai Zabala* | 22-15  |
| 18/02/18 | Frontón Burunda, Alsasua       | Bengoetxea VI-Larunbe | Ezkurdia-Zabaleta    | 22-18  |

### Decimocuarta jornada
| Fecha    | Frontón y localidad        | Rojo                     | Azul                        | Tanteo |
| -------- | -------------------------- | ------------------------ | --------------------------- | ------ |
| 23/02/18 | Frontón Municipal, Vergara | Olaizola II-Ibai Zabala* | Elezkano II-Erostarbe*      | 20-22  |
| 24/02/18 | Frontón Labrit, Pamplona   | Ezkurdia-Zabaleta        | Laso*-Albisu                | 22-12  |
| 25/02/18 | Frontón Astelena, Éibar    | Altuna III-Martija       | Irribarria-Merino II        | 22-20  |
| 26/02/18 | Frontón Beotibar, Tolosa   | Bengoetxea VI-Larunbe    | Urrutikoetxea-Ladis Galarza | 9-22   |

### Clasificación de la liguilla de cuartos
| Pelotaris                     | Jugados | Ganados | Perdidos | Tantos a favor | Tantos en contra | Dif |
| ----------------------------- | ------- | ------- | -------- | -------------- | ---------------- | --- |
| Elezkano II - Rezusta         | 14      | 12      | 2        | 291            | 239              | +52 |
| Altuna III - Martija          | 14      | 10      | 4        | 284            | 239              | +45 |
| Ezkurdia - Zabaleta           | 14      | 8       | 6        | 269            | 264              | +5  |
| Olaizola II - Imaz            | 14      | 7       | 7        | 275            | 269              | +6  |
| Urrutikoetxea - Ladis Galarza | 14      | 6       | 8        | 237            | 265              | -28 |
| Laso* - Albisu                | 14      | 5       | 9        | 246            | 256              | -10 |
| Bengoetxea VI - Larunbe       | 14      | 4       | 10       | 249            | 282              | -33 |
| Irribarria - Merino II        | 14      | 4       | 10       | 257            | 294              | -37 |

## Liguilla de semifinales

### Primera jornada
| Fecha    | Frontón y localidad              | Rojo              | Azul                | Tanteo |
| -------- | -------------------------------- | ----------------- | ------------------- | ------ |
| 10/03/18 | Frontón Labrit, Pamplona         | Ezkurdia-Zabaleta | Elezkano II-Rezusta | 18-22  |
| 11/03/18 | Frontón Atano III, San Sebastián | Olaizola II-Imaz  | Altuna III-Martija  | 22-17  |

### Segunda jornada
| Fecha    | Frontón y localidad      | Rojo              | Azul                | Tanteo |
| -------- | ------------------------ | ----------------- | ------------------- | ------ |
| 17/03/18 | Frontón Labrit, Pamplona | Olaizola II-Imaz  | Elezkano II-Rezusta | 22-19  |
| 18/03/18 | Frontón Astelena, Éibar  | Ezkurdia-Zabaleta | Altuna III-Martija  | 22-11  |

### Tercera jornada
| Fecha    | Frontón y localidad     | Rojo                | Azul               | Tanteo |
| -------- | ----------------------- | ------------------- | ------------------ | ------ |
| 24/03/18 | Frontón Bizkaia, Bilbao | Olaizola II-Imaz    | Ezkurdia-Zabaleta  | 7-22   |
| 25/03/18 | Frontón Ogueta, Vitoria | Elezkano II-Rezusta | Altuna III-Martija | 22-21  |

### Clasificación de la liguilla de semifinales
| Pelotaris             | Jugados | Ganados | Perdidos | Tantos a favor | Tantos en contra | Dif |
| --------------------- | ------- | ------- | -------- | -------------- | ---------------- | --- |
| Ezkurdia - Zabaleta   | 3       | 2       | 1        | 62             | 40               | +22 |
| Elezkano II - Rezusta | 3       | 2       | 1        | 63             | 61               | +2  |
| Olaizola II - Imaz    | 3       | 2       | 1        | 51             | 58               | -7  |
| Altuna III - Martija  | 3       | 0       | 3        | 49             | 66               | -17 |

## Final
| Fecha    | Frontón y localidad     | Rojo              | Azul                | Tanteo |
| -------- | ----------------------- | ----------------- | ------------------- | ------ |
| 08/04/18 | Frontón Bizkaia, Bilbao | Ezkurdia-Zabaleta | Elezkano II-Rezusta | 22-9   |

## Clasificación a mejor pelotari del campeonato[2]
| Pelotari             | Jugados | Ganados | Puntos | Puntos/partido |
| -------------------- | ------- | ------- | ------ | -------------- |
| Aimar Olaizola       | 17      | 9       | 434    | 25,53          |
| Jokin Altuna         | 17      | 10      | 407    | 23,94          |
| Beñat Rezusta        | 16      | 13      | 402    | 25,125         |
| José Javier Zabaleta | 17      | 10      | 3372   | 21,88          |
| Danel Elezkano       | 17      | 14      | 344    | 20,24          |
| Julen Martija        | 17      | 10      | 337    | 19,82          |
| Joseba Ezkurdia      | 17      | 10      | 315    | 18,53          |
| Mikel Urrutikoetxea  | 12      | 6       | 289    | 24,08          |
| Iker Irribarria      | 14      | 4       | 286    | 20,43          |
| Jon Ander Albisu     | 14      | 5       | 270    | 19,28          |
| Mikel Larunbe        | 14      | 4       | 255    | 18,21          |
| Oinatz Bengoetxea    | 14      | 4       | 248    | 17,71          |
| Ander Imaz           | 14      | 8       | 231    | 16,5           |
| David Merino         | 11      | 4       | 181    | 16,45          |
| Unai Laso            | 7       | 3       | 147    | 21             |
| Víctor Esteban       | 7       | 2       | 106    | 15,14          |
| Andoni Aretxabaleta  | 4       | 4       | 80     | 20             |
| Ibai Zabala          | 5       | 1       | 78     | 15,6           |
| Álvaro Untoria       | 5       | 1       | 43     | 8,6            |
| Ladis Galarza        | 3       | 1       | 42     | 14             |
| Ion Jaunarena        | 3       | 0       | 39     | 13             |
| Iñaki Artola         | 2       | 0       | 32     | 16             |
| Xabier Erostarbe     | 1       | 1       | 21     | 21             |